# كلية إرفين للطب بجامعة كاليفورنيا

كلية إرفين للطب بجامعة كاليفورنيا (بالإنجليزية: University of California, Irvine School of Medicine)‏ هي إحدى الكليات لتدريس الطب في الولايات المتحدة الأمريكية. تقع في مدينة إرفين في ولاية كاليفورنيا الأمريكية. نوع الشهادة الطبية التي يتم تحصيلها هناك هي دكتور في الطب.